# Thamnomys
Thamnomys är ett litet släkte av gnagare som ingår i familjen råttdjur.

## Utseende
De når en kroppslängd (huvud och bål) på 12 till 16 cm och har en svans som äter 16 till 22 cm. Vikten varierar mellan 50 och 100 gram. Den jämförelsevis långa pälsen kan vara mjuk eller grov. På ryggen är pälsen mörkbrun till orangebrun, men sidorna och buken är ljusare och kan vara helt vit eller ljusgrå. På svansen finns bara några glest fördelade hår med undantag av spetsen som har en liten tofs. Tårna har korta böjda klor.

## Systematik och utbredning
Arterna är närabsläktade med andra råttdjur i Afrika. Thamnomys räknas därför av Wilson & Reeder (2005) till den så kallade Oenomys-gruppen inom underfamiljen Murinae.
Arter enligt Catalogue of Life:
- Thamnomys kempi, förekommer kring Kivusjön i Kongo-Kinshasa, Rwanda och Burundi.
- Thamnomys venustus, lever vid sjöarna i gränsområdet mellan Kongo-Kinshasa och Rwanda respektive Uganda.

Wilson & Reeder (2005) listar ytterligare en art i släktet, Thamnomys major. Den anses av IUCN vara synonym med Thamnomys kempi. IUCN kategoriserar istället taxonet Thamnomys schoutedeni som en tredje art i släktet.
Släktet förekommer vanligen i bergsskogar på huvudsakligen 1800 till 3500 meter över havet.

## Ekologi
De är nattaktiva och vilar på dagen, i självbyggda bon av gräs och andra växtdelar. Boet placeras i trädhålor, på förgreningar eller i byggnader. Thamnomys äter blad och frön. Kanske ingår även mindre mängder bär och insekter, liksom hos närbesläktade råttdjur. Utanför parningstiden lever de Antagligen ensamma. Honor har observerats med en eller två ungar.

## Status och hot
Thamnomys hotas av habitatförstöring, när skog blir till jordbruksmark. IUCN listar två arter som sårbar (VU) och en art med kunskapsbrist (DD).